# Kelišin
Kelišin (també: Keligin, Kel-a-Gin, Kel-a Gin, que significa «pedra blava sagrada» en kurd) és un poble de muntanya a prop del pas de Kelišin (2.981 metres), Iraq, a uns 80 km al sud-oest del Llac Úrmia.
L'estela Kelišin que es va trobar a Kelišin aporta un important text bilingüe assiri-urartià que data d'aproximadament 800 aC.